# Kusudama

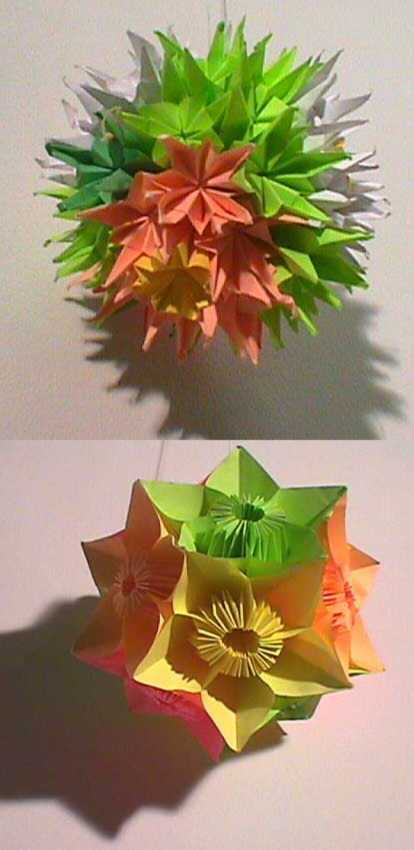
Deux kusudama

Le kusudama (薬玉, de kusu, « médecine », et de dama, « boule ») est une forme particulière d'origami. Différentes pièces de papiers sont assemblées entre elles, conçues en leurs pointes, de manière à former une surface sphérique. Certains kusudama peuvent se composer de plusieurs centaines de pièces.
À l'origine, les kusudama étaient employés pour contenir de l'encens ou des pots-pourris. Aujourd'hui, ils sont essentiellement utilisés comme éléments décoratifs.
Le kusudama est également un précurseur de l'origami modulaire. Ce n'est cependant pas une forme particulière d'origami modulaire en ce sens que les différents composants peuvent être cousus ou collés entre eux plutôt que d'être emboîtés ou pliés ensemble.